# Annolesie (województwo łódzkie)
Annolesie – wieś w Polsce, położona w województwie łódzkim, w powiecie bełchatowskim, w gminie Rusiec.
| SIMC    | Nazwa   | Rodzaj    |
| ------- | ------- | --------- |
| 0711505 | Grzybów | część wsi |
| 0711511 | Pomorze | część wsi |

W latach 1975–1998 miejscowość administracyjnie należała do województwa sieradzkiego.